# Жеронс
Жеронс (фр. Géronce) насеље је и општина у југозападној Француској у региону Аквитанија, у департману Атлантски Пиринеји која припада префектури Олорон Сен Мари.
По подацима из 2011. године у општини је живело 451 становника, а густина насељености је износила 28,21 становника/km². Општина се простире на површини од 15,99 km². Налази се на средњој надморској висини од 202 метара (максималној 290 m, а минималној 167 m).

## Демографија
| 1962. | 1968. | 1975. | 1982. | 1990. | 1999. | 2011. |
| ----- | ----- | ----- | ----- | ----- | ----- | ----- |
| 424   | 367   | 325   | 347   | 369   | 376   | 451   |

График промене броја становника у току последњих година